# Karl Sterner (militär)
Karl August Olsson Sterner, född den 4 juli 1856 i Västra Tollstads socken, Östergötlands län, död den 26 juni 1939 i Stockholm, var en svensk militär.
Sterner blev underlöjtnant vid Västernorrlands bataljon 1877 och löjtnant där 1884. Han erhöll transport till trängbataljonen 1885 och blev kapten där 1891. Sterner var kommenderad för militära studier i Danmark 1901 och i Frankrike 1906. Han befordrades till major i armén 1906 och blev chef för Östgöta trängkår 1907. Sterner, som befordrades till överstelöjtnant i armén 1910 och till överste i armén 1916, beviljades avsked 1917. Han blev riddare av Svärdsorden 1898. Sterner vilar på Solna kyrkogård.